# Oban Distillery
Oban Distillery Ltd. (pronunciato in dialetto gaelico: OH-Bin) è una distilleria di whisky fondata nel 1794 a Oban, in Scozia. È una delle più antiche ditte produttrici di scotch whisky ancora in attività nel Regno Unito. Generalmente considerata un'azienda di medie dimensioni, storicamente legata al turismo della remota regione portuale dove è situata e con la quale s'identifica e con un mercato essenzialmente locale, dal 1997 fa parte della multinazionale inglese delle bevande alcoliche Diageo, gruppo della quale è il secondo brand di distilleria più piccolo dopo Royal Lochnagar.

## Storia
La storia della società inizia negli ultimi anni del 1700, quando due fratelli, John e Hugh Stevenson, decidono di trasferirsi in una piccola località della costa occidentale della Scozia dedita alla pesca. Dopo aver svolto i primi lavori come riparatori di navi, entrambi decidono di aprire una fabbrica per la produzione di birra nella città, la quale viene convertita nel 1794 in distilleria di whisky, alla quale fu data la denominazione di Oban Distillery (il termine Oban nel dialetto gaelico scozzese significa piccola baia, e deriva appunto dalla locazione dove era situata la piccola cittadina costiera). I fratelli Stevenson gestirono l'azienda fino al 1866, quando decisero di cederla all'imprenditore locale Peter Curnstie, il quale decise di cedere nuovamente la compagnia nel 1883 a un altro businessman locale, John Walter Higgins; ricostruita completamente la fabbrica nello stesso anno, la società ebbe un nuovo passaggio di proprietà nel 1898, quando fu rilevata da Alexander Edward, impresario del settore il quale mutò denominazione sociale alla compagnia in Oban & Aultmore Distilleries Ltd.; Edward rimase proprietario della compagnia fino al 1925, quando questa fu rilevata dalla società Buchanan - John Dewars & Sons, la quale a sua volta nel 1930 cedette l'azienda alla DCL - Distillery Company Limited (a sua volta rilevata dalla Scottish Malt Limited nel 1930). Nel 1968 la DCL, a causa della crescente concorrenza nel mercato degli scotch whisky e constatata l'impossibilità di espansione di mercato della Oban data la sua piccola caratura industriale (la fabbrica era fornita di due soli impianti di distilleria) comunicò la decisione di chiudere la fabbrica, decisione che fu però poco dopo smentita portando all'apertura nel 1972 di un nuovo impianto produttivo (lo stesso ancora oggi adoperato dalla compagnia). Con il lancio nel 1979 del suo 12 Years Old (a cui farà seguito nel 1989 il lancio del 14 Years Old), la Oban cominciò ad allargare la sua posizione nel mercato degli scotch whisky iniziando a costruirsi una certa fama nel settore. Nel 1986 la DCL fu soggetta a un hostile takeover da parte della James Gulliver Argylle Group, proprietaria della distilleria Glen Scotia; l'offerta fu respinta e la dirigenza del gruppo decise viceversa di accettare l'offerta pervenuta dal produttore irlandese di birra Guinness, la quale ingloba la società nella sua divisione United Distillers, la quale nel 1997 si fonderà con la multinazionale del Regno Unito Grand Metropolitan dando vita alla conglomerata del settore delle bevande alcoliche Diageo, tuttora proprietaria del brand Oban.

## Situazione attuale
La Oban Distillery è una delle poche imprese produttrici di scotch whisky a ricorrere ancora al cosiddetto metodo del worm tubs per la condensazione: si tratta di un metodo artigianale di lavorazione nel quale le botti vengono collegate a un serbatoio di acqua fredda collegato a delle sorti di tubi di rame a spirale i quali hanno il compito di aspirare i vapori alcolici residui nel processo produttivo e, alla fine, di far emergere l'alcool nella sua forma più liquida e pura. Giuridicamente la Oban Distillery ESTD 1974 Ltd è stata dissolta alla fine del 2017 e  da allora è solo una divisione di Diageo.  Nel 2019 la distilleria di Oban ha ricevuto 35000 presenze.

## Varianti
- Oban 14 Years Old - rappresentativo della regione costiera delle Highland dove trae origine, con un retrogusto di sale marino.
- Oban 18 Years Old - uno scotch whisky di malto che combina sapori di frutta con torba affumicata.
- Oban Little Bay - un whisky che miscela gusti di budino, spezie e citro con un retrogusto di cioccolato fondente.
- Oban Little Bay The Night's Watch Whisky Single Malt - edizione speciale realizzata in collaborazione tra Diageo e HBO, è un prodotto realizzato in edizione limitata per la serie Games of Thrones (in cui si evidenzia l'affinità tra l'ordine dei Night's Watch della serie e il ruolo di terra di frontiera che Oban svolge nelle Highlands scozzesi). La sua particolarità sono le note di torta di ciliegia e scorza d'arancia candita di Oban Little Bay Reserve che si miscelano in un particolare gusto di crème caramel.[7]
- Oban Distillers Edition - prodotto sottoposto a una maturazione nei barili di sherry della regione spagnola di Montilla, è un vino del genere Fino in cui sono miscelati il gusto caramellato Butterscotch, il toffee e il sale marino con un tocco finale di sapore carbonizzato ma dolce.[8]
- Oban 21 years old - ultimamente abbiamo anche un Oban 10 years; è interessante,però, l'iserimento di un 21 enne in edizione limitata con un immediato profumo caldo, nocciolato e frutti di bosco seguito da sentori di mandolrato evolvendosi poi in un sapore dolce ma non aggressivo con sentori di chiodi di grarofano e bucce d'arancia con sottofondo di mela mentolata. Finale medio lungo. (non facile da reperire)